# Alexander von Oppeln-Bronikowski
Pour les autres membres de la famille, voir Famille von Oppeln-Bronikowski.
Pour les articles homonymes, voir Oppeln et Bronikowski.
Alexander August Ferdinand von Oppeln-Bronikowski est un écrivain et militaire allemand. Né à Dresde le 28 février 1783, il y est décédé le 21 janvier 1834.

## Biographie
D'origine polonaise, il entre au service de la Prusse. Colonel lors de la guerre de Sept Ans, il rejoint en 1769 l'armée saxonne puis passe au service de la France. Il est alors attaché à l'état-major du duc de Bellune et participe à la campagne de Russie. Il reçoit alors en 1812 la Légion d'honneur. Après la chute de Napoléon, il intègre l'armée de Pologne (1815) et est promu major (1817). Il quitte l'armée en 1823.

## Œuvres
Ses romans, basés sur l'histoire de la Pologne, ont eu un très grand succès en Allemagne au point qu'il fut surnommé le Walter Scott de la Pologne. Plusieurs ont été publiés en français.
- Hippollyt Boratynski (1825–1826)
- Kasimir, der große Piast (1826)
- Der gallische Kerker (1827)
- Das Schloss am Eberfluss (1827)
- Der Mäusethurm am Goplo-See (1827)
- Die Geschichte Polens von den ältsten Zeiten bis auf unsre Tage (1827)
- Der Grimmenstein (1828)
- Claire Hébert : histoire du temps de Louis XIII (1828)
- Olgierd und Olga oder Polen im ersten Jahrhundert (1828–1832)
- Stanislaw Poniatowski : épisode du XVIIIe siècle (1830)
- Die Frauen von Neidschütz (1832)
- Die Frauen von Koniecpolski (1832)
- Polen im 17. Jahrhundert oder Johannes III. Sobiesky und sein Hof (1832)
- Schriften, Dresden und Leipzig (21 vol. 1825–1835)
- Sammlung neuer Schriften, Halberstadt (28 vol. 1829–1834)